# Nectandra belizensis
Nectandra belizensis är en lagerväxtart som först beskrevs av Cyrus Longworth Lundell, och fick sitt nu gällande namn av C. K. Allen. Nectandra belizensis ingår i släktet Nectandra och familjen lagerväxter. Inga underarter finns listade i Catalogue of Life.